# 龠部
龠部，為漢字索引中的部首之一，康熙字典214個部首中的第二百一十四個（十七劃唯一的部首）。就繁體和簡體中文中，龠部歸於十七劃部首，是筆劃最多的中文部首。龠部只以左方和下方為部字，且無其他部首可用者將部首歸為龠部。
龠本身是像笛子但偏短的木管樂器，而龠部的字，也有許多和音樂或和諧有關。像「龢」、「龤」即為「和」、「諧」的另一種寫法，而「䶵」就是一種管樂器。

## 字形

甲骨文
金文
大篆
小篆

## 名稱
- 漢語：龠部　（拼音：yuèbù　注音：ㄩㄝˋ ㄅㄨˋ）
- 日語：
- 韓語：

## 字例
| 除部首外之筆劃 | 字例 -{      |
| -------------- | ------------ |
| 0              | 龠           |
| 4              | 䶳龡𪛊𬺟     |
| 5              | 龢           |
| 8              | 䶴龣𪛋𪛌𪛍𬺠 |
| 9              | 龤龥𪛎𪛏𪛐𪛑 |
| 10             | 䶵𪛒         |
| 11             | 𪛓           |
| 12             | 𫜴𬺡         |
| 14             | 𪛔           |
| 16             | 𪛕           |
| 20             | 𪛖 }-        |